# Mišković
Mišković je hrvatski rod.

## Poznati članovi roda Mišković
- Petar Mišković - hrvatski izumitelj
- John Mišković - hrvatsko-američki izumitelj
- George Mišković - predsjednik Aljaskog teritorijalnog Parlamenta od 1953. do 1955.
- Damir Mišković - predsjednik HNK Rijeke od 2012.

## Obitelj
Prema Nikoli Tolji Mijo (zvan još i Miško) koji je živio u Dužima 1828. dobiva sina Andra koji dolazi u Imoticu 1855. i udaje se s Perom Šanjić. Andro je imao četvero djece od kojih i sina Đuru. Jedan od njegovih sinova bio je Pero (izumitelj) drugi je bio Andro koji se kao i Pero odselio u SAD i osnovao obitelj.

## Povijest i podrijetlo
Najraniji zapis o Miškovićima govori o njima u Donjim Mrcinama u Konavlima. Tamo su oni doselili moguće iz Hercegovine. Potvrda te teorije bi mogao biti rod Kokota, čije se selo također na Konavlima prvi put spominje 1433. godine jer su rodovi Kokoti (Kokotovići) i Miškovići u selu Petrovići (Stara Hercegovina - Crna Gora) u srodstvu te su bili dio jednog te istog plemena. Oni su tako su mogli sustavno naseljavati Konavle na početku 15. stoljeća.
Jedno od prvih spominjanja obitelji Mišković bilo je davne 1687. kada je Niko Mišković kumovao na vjenčanju Mija Raosavića i Jele Begović. Nitko nije zapravo siguran odakle su Miškovići došli u Duži. Godine 1728. spominje se smrt Mata Miškovića u Dubrovniku gdje je Mato po Marijanu Sivriću doselio iz Hercegovine. Sivrić se poziva na Vukorepa koji kaže da se najprije spominju u Dužima(1713. i 1723.) pa na Moševićima(1732.), kasnije u Ilinu Polju(1737. i 1742.) i naposljetku(1745. i 1763.) u Dužima. Po nekim dokumentima došli su iz Šipana. Navodno, po običaju je svatko od braće sebi nadjenuo prezime, jedno od njih je bilo Mišković.

## Nadimak ćendro
Prvi nadimak roda bio je ćendro, ali nije se oduvijek tako izgovarao. On je nastao od strane Imotičanaca koji su taj nadimak namijenili Andru(domazetu). Andro je u Imoticu došao iz Duži, a pošto su Duži bili na granici nazvali su ga ćenar(tur.granica). Ubrzo se riječ deformirala u ćenaro pa ćenro i na kraju ćendro. U rodu su još i zabilježeni nadimci Đuka, Džono, Kapetan, Kreco, Milava, Strika i Šakalo.